# Associazione Giovanile Nocerina 1910 2003-2004
Questa pagina raccoglie le informazioni riguardanti l'Associazione Giovanile Nocerina 1910 nelle competizioni ufficiali della stagione 2003-2004.

## Rosa
| N. |                   | Ruolo | Calciatore           |
| -- | ----------------- | ----- | -------------------- |
| -  | Italia (bandiera) | D     | Giovanni Adamo       |
| -  | Italia (bandiera) | D     | Fabrizio Arabia      |
| -  | Italia (bandiera) | C     | Andrea Cammarota     |
| -  | Italia (bandiera) | D     | Marco Capezzuto      |
| -  | Italia (bandiera) | P     | Massimo Cilumbriello |
| -  | Italia (bandiera) | C     | Francesco D'Amico    |
| -  | Italia (bandiera) | C     | Lorenzo Del Sole     |
| -  | Italia (bandiera) | D     | Raffaele Del Sorbo   |
| -  | Italia (bandiera) | A     | Manuel De Luca       |
| -  | Italia (bandiera) | A     | Mario Di Felice      |
| -  | Italia (bandiera) | A     | Raffaele Di Giacomo  |
| -  | Italia (bandiera) | C     | Mario Di Maio        |
| -  | Italia (bandiera) | D     | Matteo Di Martino    |
| -  | Italia (bandiera) | D     | Mario Follera        |
| -  | Italia (bandiera) | C     | Carmine Giordano     |

| N. |                    | Ruolo | Calciatore          |
| -- | ------------------ | ----- | ------------------- |
| -  | Italia (bandiera)  | C     | Cisco Guida         |
| -  | Italia (bandiera)  | D     | Daniele Iavarone    |
| -  | Italia (bandiera)  | C     | Pier Paolo Lo Gatto |
| -  | Italia (bandiera)  | D     | Emiliano Maddè      |
| -  | Italia (bandiera)  | A     | Roberto Magliocco   |
| -  | Italia (bandiera)  | D     | Mirko Mancini       |
| -  | Italia (bandiera)  | D     | Giuseppe Milite     |
| -  | Nigeria (bandiera) | D     | Mathew Olorunleke   |
| -  | Italia (bandiera)  | D     | Antonio Palo        |
| -  | Italia (bandiera)  | C     | Francesco Paonessa  |
| -  | Italia (bandiera)  | A     | Gianni Testa        |
| -  | Italia (bandiera)  | D     | Giovanni Ventre     |
| -  | Italia (bandiera)  | A     | Fabio Versiglioni   |
| -  | Italia (bandiera)  | C     | Gennaro Vicidomini  |
| -  | Italia (bandiera)  | P     | Massimo Zappino     |